# Expedição de Magalhães

Rota percorrida pela expedição

A expedição de Magalhães foi a primeira viagem ao redor do mundo registrada na história. Foi uma expedição espanhola do século XVI, planejada e liderada pelo explorador português Fernão de Magalhães às Molucas, que partiu da Espanha em 1519, e foi concluída em 1522 pelo navegador espanhol Juan Sebastián Elcano, após cruzar os oceanos Atlântico, Pacífico e Índico, culminando na primeira circum-navegação do mundo.
A expedição atingiu seu objetivo principal — encontrar uma rota ocidental para as Molucas, então conhecidas como Ilhas das Especiarias. A frota deixou a Espanha em 20 de setembro de 1519, navegou pelo oceano Atlântico e desceu a costa ocidental da América do Sul, descobrindo o estreito de Magalhães, permitindo-lhes passar para o oceano Pacífico (que Magalhães batizou). A frota completou a primeira travessia do Pacífico, parando nas Filipinas, e finalmente chegou às Molucas depois de dois anos. Uma tripulação muito esgotada liderada por Juan Sebastián Elcano finalmente retornou à Espanha em 6 de setembro de 1522, tendo navegado para o oeste através do grande oceano Índico, depois contornando o cabo da Boa Esperança através das águas controladas pelos portugueses e ao norte ao longo da costa da África Ocidental para finalmente chegar à Espanha.
A frota consistia inicialmente em cinco navios e cerca de 270 homens. A expedição enfrentou inúmeras dificuldades, incluindo tentativas de sabotagem portuguesa, motins, fome, escorbuto, tempestades e encontros hostis com indígenas. Apenas 30 homens e um navio (o Victoria) completaram a viagem de volta à Espanha. O próprio Magalhães morreu em batalha nas Filipinas e foi sucedido como capitão-general por uma série de oficiais, com Elcano liderando a viagem de volta do Victoria.
A expedição foi financiada principalmente pelo rei Carlos I da Espanha, com a esperança de descobrir uma rota ocidental lucrativa para as Molucas, já que a rota oriental era controlada por Portugal sob o Tratado de Tordesilhas. Embora a expedição tenha encontrado uma rota, ela foi muito mais longa e árdua do que o esperado e, portanto, não foi comercialmente útil. No entanto, a expedição é considerada uma das maiores conquistas da marinharia e teve um impacto significativo na compreensão europeia do mundo.

## Contexto
As viagens de Cristóvão Colombo ao oeste (1492–1503) tinham como objetivo chegar às Índias e estabelecer relações comerciais diretas entre a Espanha e os reinos asiáticos. Os espanhóis perceberam rapidamente que as terras das Américas não faziam parte da Ásia, mas de outro continente. O Tratado de Tordesilhas de 1494 reservou para Portugal as rotas orientais que contornavam a África, e Vasco da Gama e os portugueses chegaram à Índia em 1498.
Dada a importância econômica do comércio de especiarias, Castela (Espanha) precisava urgentemente encontrar uma nova rota comercial para a Ásia. Após a conferência da Junta de Toro de 1505, a Coroa espanhola encomendou expedições para descobrir uma rota para o oeste. O explorador espanhol Vasco Núñez de Balboa chegou ao oceano Pacífico em 1513 depois de cruzar o istmo do Panamá, e Juan Díaz de Solís morreu no rio da Prata em 1516 enquanto explorava a América do Sul a serviço da Espanha.
Fernão de Magalhães foi um marinheiro português com experiência militar anterior na Índia, Malaca e Marrocos. Um amigo, e possível primo, com quem Magalhães navegou, Francisco Serrão, fez parte da primeira expedição às Molucas, partindo de Malaca em 1511. Serrão chegou às Molucas, passando a ficar na ilha de Ternate e casar. Serrão enviou cartas a Magalhães de Ternate, exaltando a beleza e a riqueza das Ilhas das Especiarias. Essas cartas provavelmente motivaram Magalhães a planejar uma expedição às ilhas e mais tarde seriam apresentadas às autoridades espanholas quando Magalhães buscou seu patrocínio.

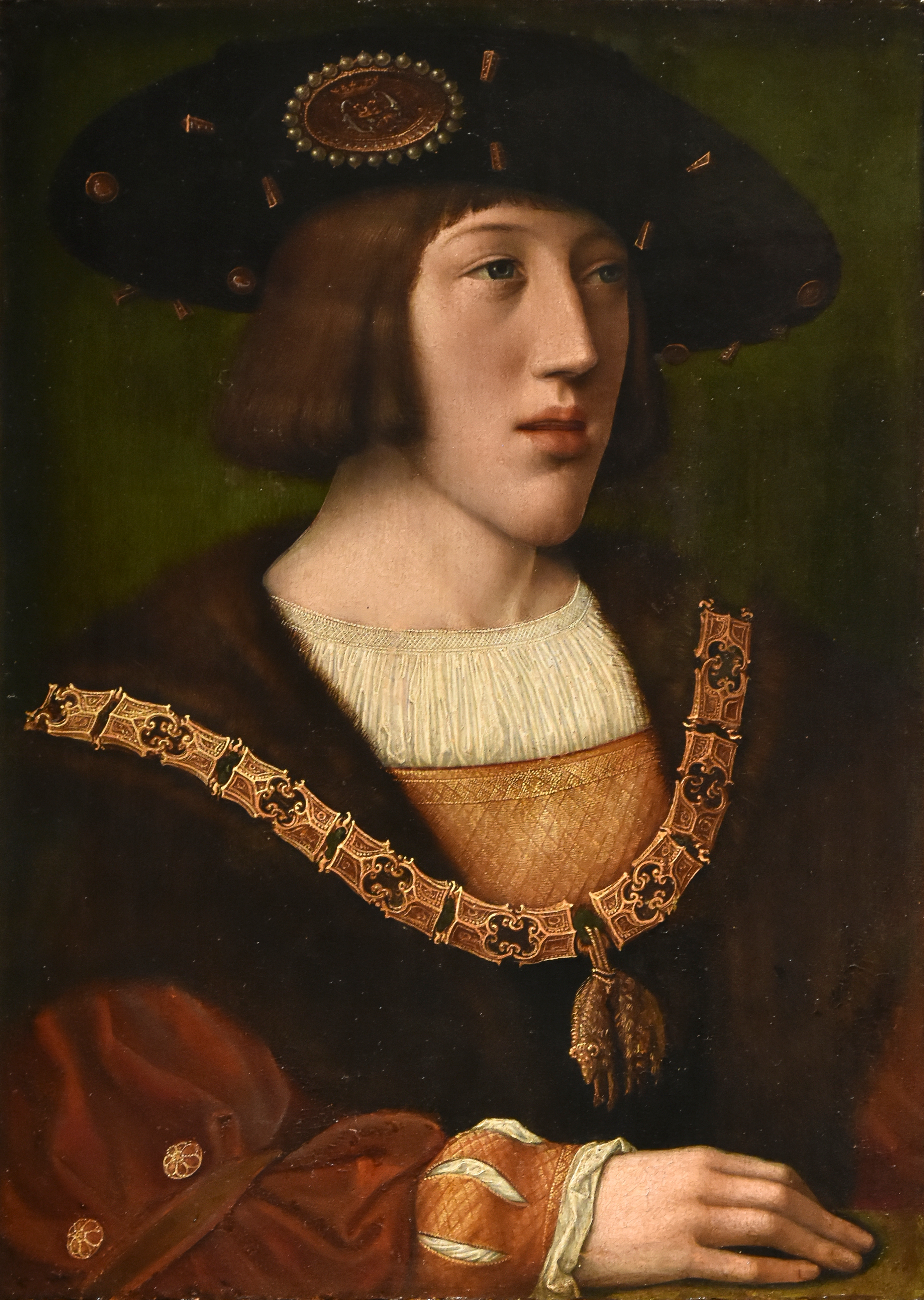
O rei Carlos da Espanha tinha 18 anos quando concordou em financiar a expedição de Magalhães às Ilhas das Especiarias em 1518. Ele é retratado aqui em uma pintura de Bernaert van Orley c. 1517

Os historiadores especulam que, a partir de 1514, Magalhães pediu repetidamente ao rei D. Manuel I de Portugal que financiasse uma expedição às Molucas, embora os registros não sejam claros. Sabe-se que D. Manuel negou repetidamente os pedidos de Magalhães para um aumento simbólico de seu salário e que, no final de 1515 ou início de 1516, Manuel atendeu ao pedido de Magalhães para poder servir a outro mestre. Nessa época, Magalhães conheceu o cosmógrafo Rui Faleiro, outro vassalo português que nutria ressentimentos contra Manuel. Os dois homens atuaram como parceiros no planejamento de uma viagem às Molucas, que proporiam ao rei da Espanha. Magalhães mudou-se para Sevilha, na Espanha, em 1517, seguido por Faleiro dois meses depois.
Ao chegar a Sevilha, Magalhães contactou Juan de Aranda, feitor da Casa de Contratação das Índias. Com a chegada do seu sócio Rui Faleiro, e com o apoio de Aranda, apresentaram o seu projeto ao rei Carlos I da Espanha. O projeto de Magalhães, se bem-sucedido, concretizaria o plano de Colombo de uma rota de especiarias navegando para o oeste sem prejudicar as relações com os portugueses. A ideia estava em sintonia com a época e já havia sido discutida após a descoberta do Pacífico por Balboa. A 22 de março de 1518, o rei nomeou os capitães Magalhães e Faleiro para que viajassem em julho em busca das Ilhas das Especiarias. Ele os elevou ao posto de comendador da Ordem de Santiago. Eles chegaram a um acordo com o rei Carlos que lhes concedeu, entre outras coisas:
- Monopólio da rota descoberta por um período de dez anos.[9][10]
- A sua nomeação como adelantado (corregedor) das terras e ilhas encontradas, com 5% dos ganhos líquidos resultantes, herdáveis pelos seus sócios ou herdeiros.[10][11]
- Um quinto dos ganhos da expedição.[10]
- O direito de enviar mercadorias no valor de 1 000 ducados das Molucas para a Espanha anualmente isento da maioria dos impostos.[9]
- Caso descobrissem mais de seis ilhas, um quinze avos dos lucros do comércio de duas ilhas de sua escolha,[10] e um vigésimo quinto das demais.[12]

A expedição foi financiada em grande parte pela Coroa espanhola, que forneceu navios com suprimentos para dois anos de viagem. Embora o rei Carlos I devesse pagar pela frota, ele estava profundamente endividado e se voltou para a Casa de Fugger.[carece de fontes?] Por meio do arcebispo Juan Rodríguez de Fonseca, chefe da Casa de Contratação das Índias, a Coroa obteve a participação do comerciante Cristóvão de Haro, que forneceu um quarto dos fundos e mercadorias para escambo.
Os cartógrafos especializados Jorge Reinel e Diogo Ribero, portugueses que começaram a trabalhar para o rei Carlos em 1518 como cartógrafos na Casa de Contratação, participaram do desenvolvimento dos mapas a serem usados na viagem. Vários problemas surgiram durante a preparação da viagem, incluindo falta de dinheiro, o rei de Portugal tentando impedi-los, Magalhães e outros portugueses incorrendo na suspeita dos espanhóis e a natureza difícil de Faleiro.

## Construção e provisões
A frota, composta por cinco navios com provisões para dois anos de viagem, chamava-se Armada del Maluco, nome indonésio para as Ilhas das Especiarias. Os navios eram em sua maioria pretos, devido ao alcatrão que cobria a maior parte de sua superfície. A contabilidade oficial da expedição estimou o custo em 8.7 milhões de maravedis, incluindo navios, provisões e salários.
A comida era uma parte extremamente importante do abastecimento. Custou 1.2 milhão de maravedis, quase tanto quanto o custo dos navios. Quatro quintos da comida no navio consistiam em apenas dois itens – vinho e biscoitos duros.
A frota também carregava farinha e carne salgada. Parte da carne dos navios vinha na forma de gado; o navio carregava sete vacas e três porcos. Queijo, amêndoas, mostarda e figos também estavam presentes. A carne de membrillo, feita de marmelo em conserva, era uma iguaria apreciada pelos capitães que pode ter ajudado inconscientemente na prevenção do escorbuto.

### Navios
A frota inicialmente consistia em cinco navios, sendo o Trinidad a nau capitânia. Todas ou a maioria eram naus (em espanhol: "carraca"). O Victoria foi o único navio a completar a circum-navegação. Os detalhes da configuração dos navios não são conhecidos, pois não existem ilustrações contemporâneas de nenhum dos navios. A contabilidade oficial da Casa de Contratação coloca o custo dos navios em 1,3 milhão de maravedis, com outros 1,3 milhão gastos em aparelhamento e transporte.
| Navio       | Capitão             | Tripulação                              | Tonelagem | Destino |
| ----------- | ------------------- | --------------------------------------- | --------- | --- |
| Trinidad    | Fernão de Magalhães | 62, 61 depois de uma escala em Tenerife | 110       | Partiu de Sevilha com outros quatro navios em 10 de agosto de 1519. Quebrou nas Molucas em dezembro de 1521                                                        |
| San Antonio | Juan de Cartagena   | 55                                      | 120       | Abandonado no estreito de Magalhães em novembro de 1520, retornou à Espanha em 6 de maio de 1521                                                                   |
| Concepción  | Gaspar de Quesada   | 44, 45 depois de uma escala em Tenerife | 90        | Afundado nas Filipinas em maio de 1521 |
| Santiago    | João Serrão         | 31, 33 depois de uma escala em Tenerife | 75        | Naufragado em tempestade no rio Santa Cruz, em 22 de maio de 1520                                                                                                  |
| Victoria    | Luis de Mendoza     | 45, 46 depois de uma escala em Tenerife | 85        | Após concluir a circum-navegação, retornou à Espanha em setembro de 1522, capitaneado por Juan Sebastián Elcano. Mendoza foi morto durante uma tentativa de motim. |

### Tripulação
A tripulação era composta por cerca de 270 homens, a maioria espanhóis. As autoridades espanholas desconfiaram de Magalhães, de modo que quase o impediram de navegar, trocando sua tripulação majoritariamente portuguesa por homens espanhóis. No final, a frota incluía cerca de 40 portugueses, entre eles o cunhado de Magalhães, Duarte Barbosa, João Serrão, Estêvão Gomes e o servo de Magalhães, Henrique de Malaca. Tripulantes de outras nações também foram registrados, incluindo 29 italianos, 17 franceses e um número menor de marinheiros flamengos, gregos, irlandeses, ingleses, asiáticos e negros. Contados entre os tripulantes espanhóis estavam pelo menos 29 bascos (incluindo Juan Sebastián Elcano), alguns dos quais não falavam espanhol fluentemente.
Rui Faleiro, que inicialmente havia sido nomeado cocapitão com Magalhães, desenvolveu problemas de saúde mental antes da partida e foi afastado da expedição pelo rei. Ele foi substituído como comandante adjunto da frota por Juan de Cartagena e como cosmógrafo/astrólogo por Andrés de San Martín.
Juan Sebastián Elcano, capitão de um navio mercante espanhol que vivia em Sevilha, embarcou em busca do perdão do rei por crimes anteriores. Antonio Pigafetta, estudioso e viajante veneziano, pediu para embarcar, aceitando o título de "supranumerário" e um modesto salário. Ele se tornou um assistente estrito de Magalhães e manteve um diário. O único outro marinheiro a manter uma conta corrente durante a viagem seria Francisco Albo, que mantinha um diário de bordo náutico formal. Juan de Cartagena, suposto filho ilegítimo do arcebispo Fonseca, foi nomeado Inspetor Geral da expedição, responsável por suas operações financeiras e comerciais.

## Travessia do Atlântico

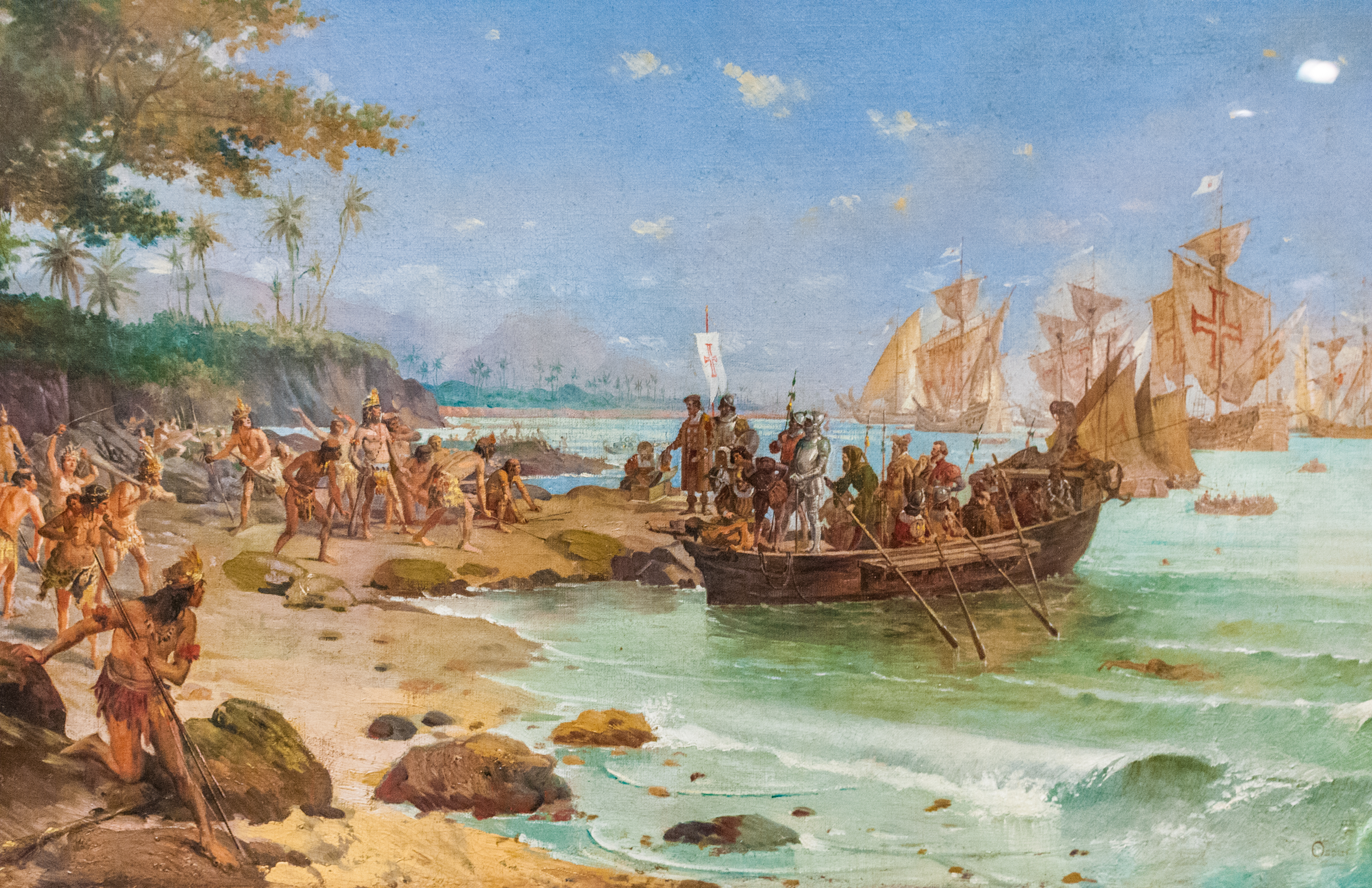
Pedro Álvares Cabral reivindicou o Brasil para Portugal em 1500, 20 anos antes da viagem de Magalhães

Em 10 de agosto de 1519, os cinco navios sob o comando de Magalhães deixaram Sevilha e desceram o rio Guadalquivir até Sanlúcar de Barrameda, na foz do rio. Lá eles permaneceram mais de cinco semanas. Finalmente, eles partiram em 20 de setembro de 1519 e deixaram a Espanha.
Em 26 de setembro, a frota parou em Tenerife, nas Ilhas Canárias, onde se abasteceu (incluindo vegetais e piche, que eram mais baratos de adquirir lá do que na Espanha). Durante a parada, Magalhães recebeu uma mensagem secreta de seu sogro, Duarte Barbosa, avisando-o de que alguns dos capitães castelhanos estavam planejando um motim, sendo Juan de Cartagena (capitão do San Antonio) o líder da conspiração. Ele também soube que o rei de Portugal havia enviado duas frotas de caravelas para prendê-lo.
Em 3 de outubro, a frota partiu das Ilhas Canárias, navegando para o sul ao longo da costa da África. Houve algum desacordo sobre as direções, com Cartagena defendendo uma orientação mais para o oeste. Magalhães tomou a decisão pouco ortodoxa de seguir a costa africana para fugir das caravelas portuguesas que o perseguiam.

No final de outubro, quando a Armada se aproximava do equador, eles experimentaram uma série de tempestades, com rajadas tão intensas que às vezes eram forçados a levantar as velas. Pigafetta registrou o aparecimento do fogo de santelmo durante algumas dessas tempestades, o que foi considerado um bom presságio pela tripulação:
Durante essas tempestades, o corpo de Santo Anselmo apareceu-nos várias vezes; entre outras, uma noite que estava muito escura por causa do mau tempo, o referido santo apareceu na forma de uma fogueira acesa no topo do mastro grande, e ali permaneceu cerca de duas horas e meia, o que muito nos confortou, pois estávamos em lágrimas, esperando apenas a hora da morte; e quando aquela luz sagrada estava se afastando de nós, ela emitiu um brilho tão grande nos olhos de cada um, que ficamos quase um quarto de hora como pessoas cegas, clamando por misericórdia. Pois sem dúvida ninguém esperava escapar daquela tempestade.
Após duas semanas de tempestades, a frota passou algum tempo estagnada em águas calmas e equatoriais antes de ser carregada para o oeste pela corrente Sul Equatorial para as proximidades dos ventos alísios.

### Julgamento de sodomia e motim fracassado
Durante a travessia oceânica, o contramestre do Victoria, Antonio Salamón, foi flagrado em ato de sodomia com um grumete, Antonio Ginovés. Na época, a homossexualidade era punível com a morte na Espanha, embora, na prática, o sexo entre homens fosse uma ocorrência comum em longas viagens navais. Magalhães realizou um julgamento a bordo do Trinidad e considerou Salamón culpado, sentenciando-o à morte por estrangulamento. Salamón foi posteriormente executado em 20 de dezembro, após o desembarque da frota no Brasil. O destino de Ginovés não é claro, com alguns relatos dizendo que ele foi jogado ao mar e outros afirmando que as provocações de seus companheiros marinheiros o levaram ao suicídio pulando no mar.
Em uma reunião após o julgamento, os capitães de Magalhães desafiaram sua liderança. Cartagena acusou Magalhães de arriscar os navios do rei por sua escolha de rota, navegando para o sul ao longo da costa africana. Quando Cartagena declarou que não seguiria mais o comando de Magalhães, Magalhães deu o sinal para vários legalistas armados entrarem na sala e prenderem Cartagena. Magalhães chamou Cartagena de "rebelde" e classificou seu comportamento como amotinado. Cartagena convocou os outros dois capitães castelhanos (Quesada e Mendoza) para esfaquear Magalhães, mas eles não o seguiram.
Imediatamente após o episódio, Cartagena foi colocado em um tronco. Magalhães poderia ter julgado Cartagena por motim e condenado à morte, mas a pedido de Quesada e Mendoza, ele concordou em apenas liberar Cartagena de seu comando do San Antonio e permitir que ele se movesse livremente dentro dos limites do Victoria. Antonio de Coca substituiu Cartagena como capitão do San Antonio.

## Passagem através da América do Sul

### Chegada no Brasil
Em 29 de novembro, a frota atingiu a latitude aproximada do Cabo de Santo Agostinho. O litoral do Brasil (ao qual Pigafetta se refere como Verzin em seu diário, após o termo italiano para pau-brasil) era conhecido dos espanhóis e portugueses desde cerca de 1500 e, nas décadas seguintes, as potências europeias (particularmente Portugal) enviaram navios ao Brasil para coletar o valioso pau-brasil. A Armada trazia um mapa do litoral brasileiro, o Livro da Marinharia, e também um tripulante, o piloto do Concepción, João Lopes Carvalho, que já havia visitado o Rio de Janeiro. Carvalho foi escalado para liderar a navegação da frota pela costa brasileira até o Rio, a bordo do Trinidad, e também ajudou na comunicação com os locais, pois tinha um conhecimento rudimentar da língua guarani.

No dia 13 de dezembro, a frota chegou ao Rio de Janeiro. Embora nominalmente território português, eles não mantiveram nenhum assentamento permanente lá na época. Não vendo navios portugueses no porto, Magalhães sabia que seria seguro parar. Pigafetta escreveu sobre uma coincidência de clima que fez com que a armada fosse recebida calorosamente pelos indígenas:
É de saber que aconteceu que não choveu por dois meses antes de chegarmos lá, e no dia em que chegamos começou a chover, por isso o povo do referido lugar disse que viemos do céu e tínhamos trazido a chuva conosco, o que foi uma grande simplicidade, e essas pessoas se converteram facilmente à fé cristã.
A frota passou 13 dias no Rio, durante os quais consertou os navios, abasteceu-se de água e alimentos (como inhame, mandioca e abacaxi) e interagiu com os cariocas. A expedição trouxe consigo uma grande quantidade de quinquilharias destinadas ao comércio, como espelhos, pentes, facas e sinos. Os moradores prontamente trocavam alimentos e produtos locais (como penas de papagaio) por tais itens. A tripulação também descobriu que poderia comprar favores sexuais das mulheres locais. O historiador Ian Cameron descreveu o tempo da tripulação no Rio como "uma saturnália de festa e amor".
No dia 27 de dezembro, a frota deixou o Rio de Janeiro. Pigafetta escreveu que os nativos ficaram desapontados ao vê-los partir e que alguns os seguiram em canoas tentando convencê-los a ficar.

### Rio da Prata
A frota navegou para o sul ao longo da costa sul-americana, na esperança de chegar a el paso, o lendário estreito que lhes permitiria passar pela América do Sul até as Ilhas das Especiarias. Em 11 de janeiro, foi avistado um promontório marcado por três colinas, que a tripulação acreditou ser o "Cabo de Santa Maria". Ao redor do promontório, eles encontraram um grande corpo de água que se estendia até onde a vista alcançava na direção oeste-sudoeste. Magalhães acreditava ter encontrado el paso, embora na verdade tivesse chegado ao rio da Prata. Magalhães dirigiu o Santiago, comandado por João Serrão, para sondar o 'estreito', e conduziu os outros navios para o sul na esperança de encontrar a Terra Australis, o continente do sul que então se supunha existir ao sul da América do Sul. Eles não conseguiram encontrar o continente do sul e, quando se reagruparam com o Santiago alguns dias depois, Serrão relatou que o estreito esperado era na verdade a foz de um rio. Incrédulo, Magalhães liderou a frota pelas águas ocidentais novamente, fazendo sondagens frequentes. A afirmação de Serrão foi confirmada quando os homens finalmente se encontraram em água doce.

### Em busca do estreito
Em 3 de fevereiro, a frota continuou para o sul ao longo da costa sul-americana. Magalhães acreditava que encontrariam um estreito (ou o extremo sul do continente) a uma curta distância. Na verdade, a frota navegaria para o sul por mais oito semanas sem encontrar passagem, antes de parar para passar o inverno em Puerto San Julián.
Sem querer perder o estreito, a frota navegou o mais próximo possível da costa, aumentando o perigo de encalhar em cardumes. Os navios navegavam apenas durante o dia, com vigias observando cuidadosamente a costa em busca de sinais de passagem. Além dos perigos das águas rasas, a frota enfrentou rajadas, tempestades e quedas de temperatura enquanto seguia para o sul e o inverno chegava.

### Hibernação de inverno
Na terceira semana de março, as condições meteorológicas tornaram-se tão desesperadoras que Magalhães decidiu que deveriam encontrar um porto seguro para esperar o inverno e retomar a busca por uma passagem na primavera. Em 31 de março de 1520, foi detectada uma ruptura na costa. Lá, a frota encontrou um porto natural que eles chamaram de Puerto San Julián.
Os homens permaneceram em San Julián por cinco meses, antes de retomar a busca pelo estreito.

#### Motim de páscoa
Um dia após o desembarque em San Julián, houve outra tentativa de motim. Como na travessia do Atlântico, foi comandado por Juan de Cartagena (ex-capitão do San Antonio), auxiliado por Gaspar de Quesada e Luis de Mendoza, capitães do Concepción e do Victoria, respectivamente. Como antes, os capitães castelhanos questionaram a liderança de Magalhães e o acusaram de colocar em perigo a tripulação e os navios da frota de forma imprudente.

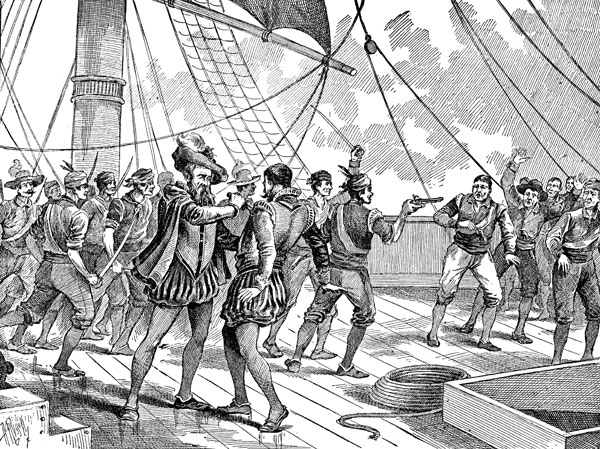
Representação artística do esfaqueamento do capitão Luis de Mendoza, um dos organizadores da tentativa de motim em San Julián

O motim em San Julián foi mais calculado do que a briga que se seguiu ao julgamento de sodomia durante a travessia do Atlântico. Por volta da meia-noite do domingo de Páscoa, 1 de abril, Cartagena e Quesada conduziram secretamente trinta homens armados, com os rostos cobertos de carvão, a bordo do San Antonio, onde emboscaram Álvaro de Mezquita, o recém-nomeado capitão do navio. Mesquita era primo de Magalhães e simpatizante do capitão-general. Juan de Elorriaga, contramestre do navio, resistiu aos amotinados e tentou alertar os outros navios. Por esse motivo, Quesada o esfaqueou repetidamente (ele morreria devido aos ferimentos meses depois).
Com o San Antonio subjugado, os amotinados controlavam três dos cinco navios da frota. Apenas o Santiago (comandado por João Serrão) permaneceu leal a Magalhães, junto com o navio-almirante, o Trinidad, que Magalhães comandava. Os amotinados apontaram o canhão do San Antonio para o Trinidad, mas não fizeram mais ações durante a noite.
Na manhã seguinte (2 de abril), enquanto os amotinados tentavam consolidar suas forças a bordo do San Antonio e do Victoria, um escaler de marinheiros desviou-se do curso nas proximidades do Trinidad. Os homens foram trazidos a bordo e persuadidos a divulgar os detalhes dos planos dos amotinados a Magalhães.
Magalhães posteriormente lançou uma contraofensiva contra os amotinados a bordo do Victoria. Ele fez alguns fuzileiros navais do Trinidad trocarem de roupa com os marinheiros perdidos e se aproximarem do Victoria em seu escaler. Seu guazil, Gonzalo de Espinosa, também se aproximou do Victoria em um esquife e anunciou que tinha uma mensagem para o capitão Luis de Mendoza. Espinosa foi autorizado a embarcar e entrar nos aposentos do capitão, com base em sua alegação de que possuía uma carta confidencial. Lá, Espinosa esfaqueou Mendoza na garganta com seu punhal, matando-o instantaneamente. Ao mesmo tempo, os fuzileiros navais disfarçados subiram a bordo do Victoria para apoiar o guazil.
Com o Victoria perdido e Mendoza morto, os amotinados restantes perceberam que foram derrotados. Cartagena cedeu e implorou misericórdia a Magalhães. Quesada tentou fugir, mas foi impedido - marinheiros leais a Magalhães cortaram os cabos do San Antonio, fazendo-o derivar em direção ao Trinidad, e Cartagena foi capturado.

#### Julgamento do motim
O julgamento dos amotinados foi encabeçado pelo primo de Magalhães, Álvaro de Mezquita, e durou cinco dias. Em 7 de abril, Quesada foi decapitado por seu irmão de criação e secretário, Luis Molina, que atuou como carrasco em troca de clemência. Os corpos de Quesada e Mendoza foram esquartejados e expostos em cadafalsos pelos três meses seguintes. San Martín, suspeito de envolvimento na conspiração, foi torturado num polé [es], mas depois foi autorizado a continuar seu serviço como cosmógrafo. Cartagena, junto com um padre, Pedro Sanchez de Reina, foram condenados ao abandono. Em 11 de agosto, duas semanas antes de a frota deixar San Julián, os dois foram levados para uma pequena ilha próxima e deixados para morrer. Mais de quarenta outros conspiradores, incluindo Juan Sebastián Elcano, foram acorrentados durante grande parte do inverno e obrigados a realizar o árduo trabalho de adernar os navios, consertar sua estrutura e esfregar o porão.

#### Perda doSantiago
No final de abril, Magalhães despachou o Santiago, capitaneado por João Serrão, de San Julián para fazer reconhecimento ao sul em busca de um estreito. No dia 3 de maio, chegaram à foz de um rio que Serrano chamou de rio Santa Cruz. O estuário fornecia abrigo e estava bem situado com recursos naturais, incluindo peixes, pinguins e madeira.
Depois de mais de uma semana explorando o rio Santa Cruz, Serrão partiu para retornar a San Julián em 22 de maio, mas foi pego por uma tempestade repentina ao deixar o porto. O Santiago foi sacudido por fortes ventos e correntes antes de encalhar em um banco de areia. Todos (ou quase todos) os tripulantes conseguiram desembarcar antes que o navio virasse. Dois homens se ofereceram para partir a pé até San Julián para buscar ajuda. Após 11 dias de caminhada difícil, os homens chegaram a San Julián, exaustos e emaciados. Magalhães enviou um grupo de resgate de 24 homens por terra para Santa Cruz.
Os outros 35 sobreviventes do Santiago permaneceram em Santa Cruz por duas semanas. Eles não conseguiram recuperar nenhum suprimento do naufrágio do Santiago, mas conseguiram construir cabanas e fogueiras e subsistir com uma dieta de mariscos e vegetação local. A equipe de resgate os encontrou vivos, mas exaustos, e eles voltaram para San Julián em segurança.

#### Mudança para Santa Cruz
Depois de saber das condições favoráveis que Serrão encontrou em Santa Cruz, Magalhães decidiu mover a frota para lá pelo resto do inverno austral. Depois de quase quatro meses em San Julián, a frota partiu para Santa Cruz por volta de 24 de agosto. Eles passaram seis semanas em Santa Cruz antes de retomar a busca pelo estreito.

### Estreito de Magalhães
No dia 18 de outubro, a frota deixou Santa Cruz em direção ao sul, retomando a busca por uma passagem. Logo depois, em 21 de outubro de 1520, eles avistaram um promontório na latitude 52°S que chamaram de cabo Virgens. Além do cabo, eles encontraram uma grande baía. Enquanto eles exploravam a baía, uma tempestade estourou. O Trinidad e o Victoria chegaram ao mar aberto, mas o Concepción e o San Antonio foram levados mais fundo na baía, em direção a um promontório. Três dias depois, a frota foi reunida, e o Concepción e o San Antonio relataram que a tempestade os atraiu por uma passagem estreita, não visível do mar, que continuava por alguma distância. Esperando ter finalmente encontrado o estreito procurado, a frota refez o caminho percorrido por Concepción e San Antonio. Ao contrário do rio da Prata anterior, a água não perdia sua salinidade à medida que se avançava e as sondagens indicavam que as águas eram consistentemente profundas. Esta era a passagem que procuravam, que viria a ser conhecida como estreito de Magalhães. Na época, Magalhães se referia a ele como Estrecho de Todos los Santos ("Canal de Todos os Santos"), porque a frota passava por ele no dia 1 de novembro, o Dia de Todos os Santos.
Em 28 de outubro, a frota alcançou uma ilha no estreito (provavelmente a ilha Isabel [es] ou a ilha Dawson), que poderia ser ultrapassada em uma das duas direções. Magalhães instruiu a frota a se dividir para explorar os respectivos caminhos. Eles deveriam se reagrupar dentro de alguns dias, mas o San Antonio nunca mais se juntaria à frota. Enquanto o resto da frota esperava pelo retorno do San Antonio, Gonzalo de Espinosa liderou um pequeno navio para explorar os confins do estreito. Após três dias de navegação, chegaram ao fim do estreito e à foz do oceano Pacífico. Depois de mais três dias, Espinosa voltou. Pigafetta escreve que, ao ouvir a notícia da descoberta de Espinosa, Magalhães chorou de alegria. Os três navios restantes da frota completaram a jornada para o Pacífico em 28 de novembro, após semanas de busca infrutífera pelo San Antonio. Magalhães chamou as águas de Mar Pacífico (Oceano Pacífico) por causa de sua aparente quietude.

#### Deserção doSan Antonio

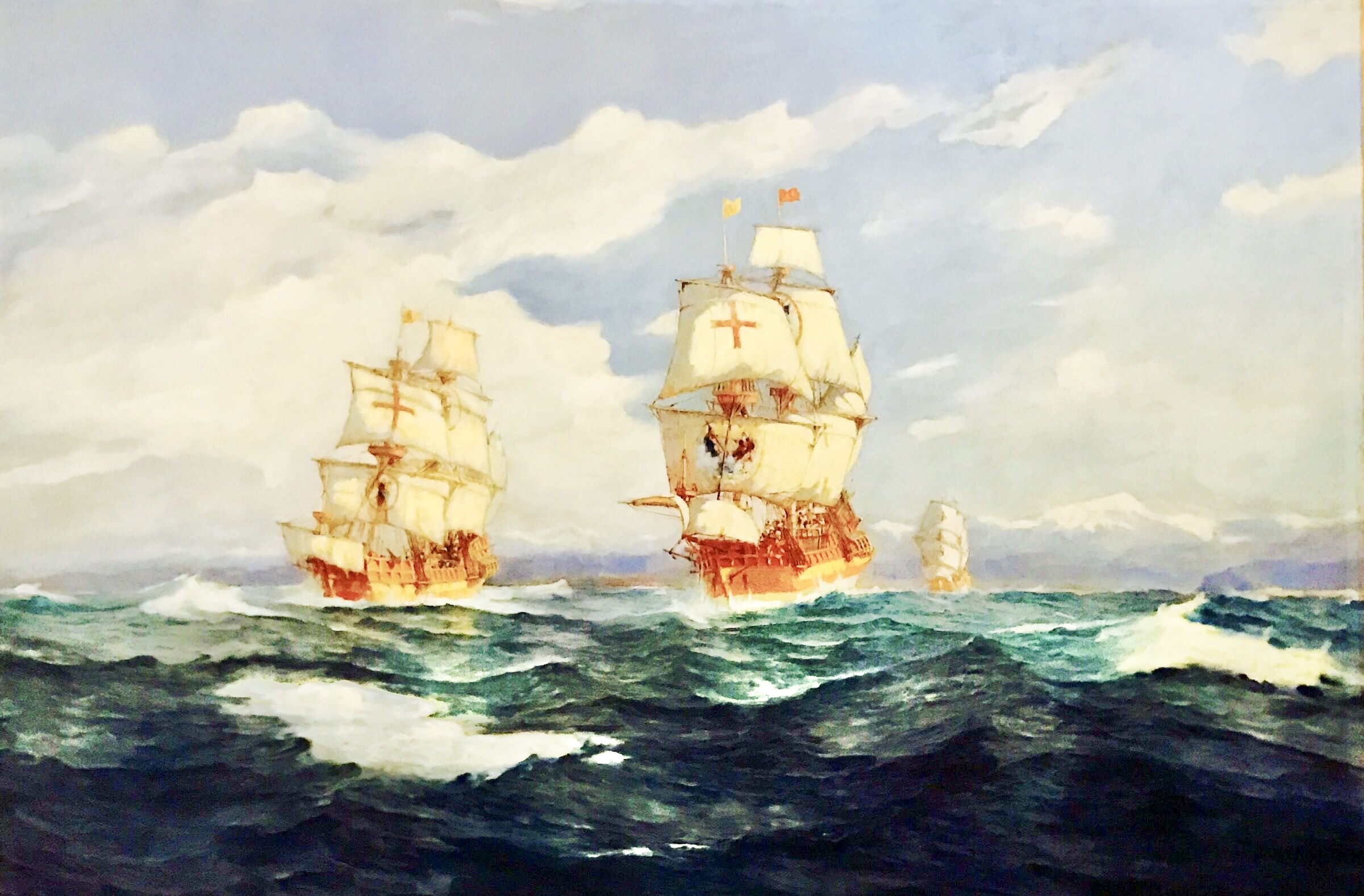
Descubrimiento del estrecho de Magallanes, pintura a óleo de Álvaro Casanova Zenteno

O San Antonio não conseguiu se juntar ao resto da frota de Magalhães no estreito. Em dado momento, eles inverteram o curso e navegaram de volta para a Espanha. Os oficiais do navio testemunharam mais tarde que chegaram cedo ao local de encontro marcado, mas não está claro se isso é verdade. O piloto do San Antonio na época, Álvaro de Mezquita, era primo de Magalhães e leal ao capitão-general. Ele dirigiu tentativas de se juntar à frota, disparando canhões e acionando sinais de fumaça. Em dado momento, ele foi dominado em mais uma tentativa de motim, desta vez bem-sucedida. Ele foi esfaqueado pelo piloto do San Antonio, Estêvão Gomes, e acorrentado pelo restante da viagem. Gomes era conhecido por ter sentimentos de animosidade em relação a Magalhães (conforme documentado por Pigafetta, que escreveu que "Gomes ... odiava excessivamente o capitão-mor", porque esperava ter sua própria expedição às Molucas financiada em vez da de Magalhães) e pouco antes de a frota ser separada, discutiram com ele sobre o próximo curso de ação. Enquanto Magalhães e os outros oficiais concordaram em continuar para o oeste até as Molucas, pensando que seus 2–3 meses de rações seriam suficientes para a viagem, Gomes argumentou que eles deveriam retornar à Espanha pelo caminho de onde vieram, para reunir mais suprimentos para outra viagem pelo estreito.
O San Antonio chegou a Sevilha aproximadamente seis meses depois, em 8 de maio de 1521, com 55 sobreviventes. Seguiu-se um julgamento dos homens do navio que durou seis meses. Com Mezquita sendo o único leal a Magalhães, a maioria dos testemunhos produziu uma imagem vil e distorcida das ações de Magalhães. Em particular, ao justificar o motim em San Julián, os homens alegaram que Magalhães havia torturado marinheiros espanhóis (durante a viagem de retorno através do Atlântico, Mezquita foi torturado para assinar uma declaração nesse sentido) e alegaram que eles estavam apenas tentando fazer Magalhães seguir as ordens do rei. No final das contas, nenhum dos amotinados enfrentou acusações na Espanha. A reputação de Magalhães foi prejudicada, assim como seus amigos e familiares. Mezquita foi mantido na prisão por um ano após o julgamento, e a esposa de Magalhães, Beatriz, teve seus recursos financeiros cortados e foi colocada em prisão domiciliar, junto com seu filho.

## Travessia do Pacífico
Magalhães, como os geógrafos seus contemporâneos, não tinha nenhuma concepção da vastidão do oceano Pacífico. Imaginou que a América do Sul estava separada das Ilhas das Especiarias por um pequeno mar, que esperava atravessar em três ou quatro dias. Na verdade, eles passaram três meses e vinte dias no mar, antes de chegarem a Guam e depois às Filipinas.
A frota entrou no Pacífico pelo estreito de Magalhães em 28 de novembro de 1520 e inicialmente navegou para o norte, seguindo a costa do Chile. Em meados de dezembro, eles alteraram seu curso para oeste-noroeste. Eles tiveram a infelicidade de que, se seu curso diferisse ligeiramente, eles poderiam ter encontrado várias ilhas do Pacífico que teriam oferecido comida e água fresca, como as ilhas Marshall, o arquipélago da Sociedade, as ilhas Salomão ou o arquipélago das Marquesas. Assim sendo, encontraram apenas duas pequenas ilhas desabitadas durante a travessia, nas quais não conseguiram desembarcar, razão pela qual lhes deram o nome de islas Infortunadas. A primeira, avistada em 24 de janeiro, eles chamaram de San Pablo (provavelmente Puka-Puka). A segunda, que eles avistaram em 21 de fevereiro, provavelmente era a Ilha Caroline. Eles cruzaram o equador em 13 de fevereiro.

Sem esperar uma viagem tão longa, os navios não foram abastecidos com comida e água suficientes e grande parte da carne de foca que estocaram apodreceu devido ao calor equatorial. Pigafetta descreveu as condições desesperadoras em seu diário:
Só comíamos biscoito velho reduzido a pó, cheio de larvas e fedorento da sujeira que os ratos haviam feito nele ao comer o biscoito bom, e bebíamos água amarela e fedorenta. Também comíamos as peles de bois que estavam sob o pátio principal, para que o pátio não quebrasse o cordame: elas eram muito duras por causa do sol, da chuva e do vento, e os deixamos por quatro ou cinco dias no mar, e então os colocamos um pouco nas brasas, e assim os comemos; também a serragem de madeira e os ratos que custam meia coroa cada, além disso, não havia o suficiente para ser comido.
Além disso, a maioria dos homens sofria de sintomas de escorbuto, cuja causa não era conhecida na época. Pigafetta relatou que, dos 166 homens que embarcaram na travessia do Pacífico, 19 morreram e "vinte e cinco ou trinta adoeceram de diversas doenças". Magalhães, Pigafetta e outros oficiais não sofriam de sintomas de escorbuto, o que pode ter acontecido porque comeram conservas de marmelo que (sem saberem) continham a vitamina C necessária para proteger contra o escorbuto.

## Guam e as Filipinas
Em 6 de março de 1521, a frota chegou às Ilhas Marianas. A primeira terra que avistaram foi provavelmente a ilha de Rota, mas os navios não conseguiram atracar lá e, em vez disso, ancoraram trinta horas depois em Guam. Eles foram recebidos por nativos Chamorro em proas, um tipo de canoa até então desconhecida dos europeus. Dezenas de chamorros subiram a bordo e começaram a retirar itens do navio, incluindo cordames, facas e quaisquer itens feitos de ferro. Em algum momento, houve um confronto físico entre a tripulação e os nativos, e pelo menos um Chamorro foi morto. Os nativos restantes fugiram com os bens que haviam obtido, levando também a bergantina [es] de Magalhães (o barco do navio mantido no Trinidad) enquanto se retiravam. Para este ato, Magalhães chamou a ilha de Isla de los Ladrones (Ilha dos Ladrões).
No dia seguinte, Magalhães retaliou, enviando um grupo de ataque por terra que saqueou e queimou quarenta ou cinquenta casas Chamorro e matou sete homens. Eles recuperaram a bergantina e deixaram Guam no dia seguinte, 9 de março, continuando para o oeste.

### Filipinas
A frota chegou às Filipinas em 16 de março e lá permaneceu até 1 de maio. A expedição representou o primeiro contato europeu documentado com as Filipinas. Embora o objetivo declarado da expedição de Magalhães fosse encontrar uma passagem pela América do Sul para as Molucas e retornar à Espanha carregado de especiarias, neste ponto da jornada, Magalhães parecia adquirir um zelo por converter as tribos locais ao cristianismo. Ao fazer isso, Magalhães acabou se envolvendo em uma disputa política local e morreu nas Filipinas, junto com dezenas de outros oficiais e tripulantes.
Em 16 de março, uma semana após deixar Guam, a frota avistou pela primeira vez a ilha de Samar, depois, desembarcou na ilha de Homonhon, então desabitada. Eles encontraram habitantes amigáveis da ilha vizinha de Suluan e trocaram suprimentos com eles. Eles passaram quase duas semanas em Homonhon, descansando e reunindo comida fresca e água, antes de partirem em 27 de março. Na manhã de 28 de março, eles se aproximaram da ilha de Limasawa e encontraram alguns nativos em canoas que então alertaram os navios de guerra balangay [en] de dois governantes locais de Mindanau que estavam em uma expedição de caça em Limasawa. Pela primeira vez na viagem, o escravo de Magalhães, Enrique de Malaca, descobriu que era capaz de se comunicar com os nativos em malaio (uma indicação de que eles haviam de fato completado uma circum-navegação e estavam se aproximando de terras familiares). Eles trocaram presentes com os nativos (recebendo jarros de porcelana pintados com desenhos chineses), e mais tarde naquele dia foram apresentados a seus líderes, Rajah Kolambu e Rajah Siawi. Magalhães se tornaria um "irmão de sangue" para Kolambu, passando pelo ritual local de pacto de sangue [en] com ele.
Magalhães e seus homens notaram que os Rajahs tinham ornamentos corporais de ouro e serviam comida em pratos de ouro. Eles foram informados pelos Rajahs de que o ouro era abundante em suas terras natais em Butuan e Calapan (Surigao), e descobriram que os locais estavam ansiosos para trocá-lo por ferro ao par. Durante sua estadia em Limasawa, Magalhães deu a alguns dos nativos uma demonstração da armadura, armas e artilharia espanholas, que aparentemente os impressionou.

#### Primeira missa nas Filipinas
No domingo, 31 de março, dia de Páscoa, Magalhães e cinquenta de seus homens desembarcaram em Limasawa para participar da primeira missa católica nas Filipinas, celebrada pelo capelão da armada. Kolambu, seu irmão (que também era um líder local) e outros ilhéus participaram da cerimônia e manifestaram interesse em sua religião. Após a missa, os homens de Magalhães ergueram uma cruz na colina mais alta da ilha e declararam formalmente a ilha e todo o arquipélago das Filipinas (que ele chamou de Ilhas de São Lázaro) como possessão da Espanha.

### Cebu
Em 2 de abril, Magalhães realizou uma conferência para decidir o próximo curso de ação da frota. Seus oficiais o instaram a seguir para o sudoeste em direção às Molucas, mas, em vez disso, ele decidiu avançar ainda mais nas Filipinas. Em 3 de abril, a frota navegou para noroeste de Limasawa em direção à ilha de Cebu, que Magalhães soube por Kolambu. A frota foi guiada para Cebu por alguns dos homens de Kolambu. Eles avistaram Cebu em 6 de abril e atingiram a costa no dia seguinte. Cebu tinha contato regular com comerciantes chineses e árabes e normalmente exigia que os visitantes pagassem tributos para negociar. Magalhães convenceu o líder da ilha, Rajá Humabon [en], a abrir mão dessa exigência.
Como fizera em Limasawa, Magalhães deu uma demonstração das armas da frota para impressionar os locais. Novamente, ele também pregou o cristianismo aos nativos e, em 14 de abril, Humabon e sua família foram batizados e receberam uma imagem do Menino Jesus (mais tarde conhecido como Santo Niño de Cebú [en]). Nos próximos dias, outros chefes locais foram batizados e, no total, 2 200 habitantes de Cebu e outras ilhas próximas foram convertidos.
Quando Magalhães soube que um grupo na ilha de Mactán, liderado por Lapu-Lapu, resistia à conversão cristã, ordenou a seus homens que queimassem suas casas. Quando eles continuaram a resistir, Magalhães informou seu conselho em 26 de abril que traria um contingente armado para Mactán e os faria se submeter sob ameaça de força.

### Batalha de Mactán
Magalhães reuniu uma força de 60 homens armados de sua tripulação para se opor às forças de Lapu-Lapu. Alguns homens cebuanos seguiram Magalhães para Mactán, mas foram instruídos por ele a não se juntar à luta, mas apenas assistir. Ele primeiro enviou um enviado a Lapu-Lapu, oferecendo-lhe uma última chance de aceitar o rei da Espanha como seu governante e evitar derramamento de sangue. Lapu-Lapu recusou. Magalhães levou 49 homens para a costa enquanto 11 permaneceram para proteger os barcos. Embora tivessem o benefício de armaduras e armamentos relativamente avançados, as forças de Magalhães estavam em grande desvantagem numérica. Pigafetta (que estava presente no campo de batalha) estimou o número do inimigo em 1.500. As forças de Magalhães foram rechaçadas e derrotadas de forma decisiva. Magalhães morreu em batalha, juntamente com vários companheiros, incluindo Cristóvão Rebelo, filho ilegítimo de Magalhães.

### Massacre de 1 de maio
Após a morte de Magalhães, os homens restantes realizaram uma eleição para selecionar um novo líder para a expedição. Escolheram dois cocomandantes: Duarte Barbosa, cunhado de Magalhães, e João Serrão. O testamento de Magalhães pedia a libertação de seu escravo, Henrique, mas Barbosa e Serrano exigiam que ele continuasse suas funções de intérprete para eles e seguisse suas ordens. Henrique teve alguma comunicação secreta com Humabon que o levou a trair os espanhóis.
Em 1 de maio, Humabon convidou os homens a desembarcar para um grande banquete. Contou com a presença de cerca de trinta homens, em sua maioria oficiais, entre eles Serrão e Barbosa. No final da refeição, cebuanos armados entraram no salão e assassinaram os europeus. Vinte e sete homens foram mortos. João Serrão, um dos cocomandantes recém-eleitos, foi deixado vivo e levado para a costa enfrentando os navios espanhóis. Serrão implorou aos homens a bordo que pagassem um resgate aos cebuanos. Os navios espanhóis deixaram o porto e Serrano foi presumivelmente morto. Em seu relato, Pigafetta especula que João Carvalho, que assumiu o comando na ausência de Barbosa e Serrão, abandonou Serrão (seu ex-amigo) para permanecer no comando da frota.

## Molucas

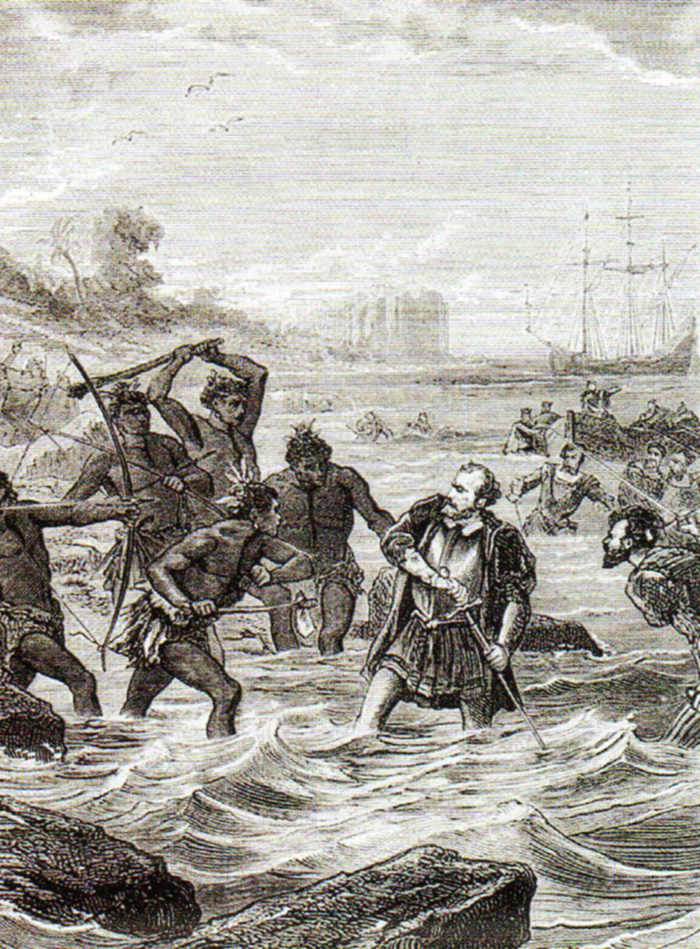
Representação artística do século XIX da morte de Magalhães às mãos dos guerreiros Mactán

Com apenas 115 homens sobreviventes dos 277 que partiram de Sevilha, decidiu-se que a frota não tinha homens suficientes para continuar operando três navios. Em 2 de maio, o Concepción foi esvaziado e incendiado. Com Carvalho como o novo capitão-geral, os dois navios restantes, o Trinidad e o Victoria, passaram os seis meses seguintes vagando pelo sudeste da Ásia em busca das Molucas. No caminho, eles pararam em várias ilhas, incluindo Mindanau e Brunei. Durante esse tempo, eles se envolveram em atos de pirataria, incluindo o roubo de um junco das Molucas com destino à China.
Em 21 de setembro, Carvalho foi obrigado a renunciar ao cargo de capitão-general. Ele foi substituído por Martin Mendez, com Gonzalo de Espinosa e Juan Sebastián Elcano como capitães do Trinidad e Victoria, respectivamente.
O relato de Aganduru Moriz sobre a expedição descreve como a tripulação de Elcano foi atacada em algum lugar na ponta sudeste de Bornéu por uma frota bruneiana comandada por um dos luções [en]. Historiadores como William Henry Scott e Luis Camara Dery afirmam que este comandante da frota de Brunei era na verdade o jovem príncipe Ache de Maynila (Manila), neto do sultão de Brunei que mais tarde se tornaria o rajá Matanda de Maynila [en].
Elcano, no entanto, foi capaz de derrotar e capturar Ache. De acordo com Scott, Ache acabou sendo libertado depois que um resgate foi pago. Contudo, Ache deixou um mouro que falava espanhol na tripulação de Elcano para ajudar o navio no caminho de volta para a Espanha, "um mouro que entendia algo da nossa língua castelhana, que se chamava Pazelucan". Este conhecimento da língua espanhola foi espalhado por todo o Oceano Índico e até mesmo no Sudeste Asiático após a conquista castelhana do Emirado de Granada forçar os muçulmanos granadinos falantes de espanhol a migrar pelo mundo.
Os navios finalmente chegaram às Molucas em 8 de novembro, quando chegaram à ilha de Tidore. Eles foram recebidos pelo líder da ilha, Almançor [en], conhecido pelos oficiais pelo nome espanhol de Almanzor. Almançor foi um anfitrião amigável para os homens e prontamente reivindicou lealdade ao rei da Espanha. Um entreposto comercial foi estabelecido em Tidore e os homens começaram a comprar grandes quantidades de cravo em troca de mercadorias como tecidos, facas e artigos de vidro.
Por volta de 15 de dezembro, os navios tentaram zarpar de Tidore, carregados de cravo. Mas o Trinidad, que estava em ruínas, começou a encher de água. A partida foi adiada enquanto os homens, auxiliados pelos moradores, tentavam localizar e consertar o vazamento. Quando essas tentativas não tiveram sucesso, foi decidido que o Victoria partiria para a Espanha por uma rota ocidental, e que o Trinidad ficaria para trás por algum tempo para ser reformado, antes de voltar para a Espanha por uma rota oriental, envolvendo uma passagem terrestre através do continente americano. Várias semanas depois, o Trinidad partiu e tentou retornar à Espanha pela rota do Pacífico. Esta tentativa falhou. Trinidad foi capturado pelos portugueses e acabou naufragado em uma tempestade enquanto estava ancorado sob o controle português.

## Retorno à Espanha
O Victoria partiu pela rota do Oceano Índico para casa em 21 de dezembro de 1521, comandado por Juan Sebastián Elcano. Em 6 de maio de 1522, o Victoria contornou o Cabo da Boa Esperança, com apenas arroz para rações. Vinte tripulantes morreram de fome até 9 de julho de 1522, quando Elcano atracou em Cabo Verde para provisões. A tripulação ficou surpresa ao saber que a data era na verdade 10 de julho de 1522, um dia após a indicação de seus próprios registros meticulosos. No início, eles não tiveram problemas para fazer compras, usando a história de que estavam voltando das Américas para a Espanha. No entanto, os portugueses detiveram 13 tripulantes depois de descobrirem que Victoria transportava especiarias das Índias Orientais. O Victoria conseguiu escapar com sua carga de 26 toneladas de especiarias (cravo e canela).
Em 6 de setembro de 1522, Elcano e a tripulação restante da viagem de Magalhães chegaram a Sanlúcar de Barrameda, na Espanha, a bordo do Victoria, quase exatamente três anos após a partida. Eles então navegaram rio acima até Sevilha, e de lá por terra até Valladolid, onde compareceram perante o Imperador. A carga de especiarias que o Victoria trouxe cobriu o custo de toda a expedição.